# Željko Petrović
Željko Petrović (n. 13 noiembrie 1965) este un fost fotbalist sârb.

## Statistici
| Iugoslavia | Iugoslavia | Iugoslavia |
| An         | Meciuri    | Goluri     |
| ---------- | ---------- | ---------- |
| 1990       | 1          | 0          |
| 1991       | 1          | 0          |
| Total      | 2          | 0          |
| Serbia     |            |            |
| An         | Meciuri    | Goluri     |
| 1997       | 8          | 0          |
| 1998       | 8          | 0          |
| Total      | 16         | 0          |